# رحیم شریفی
رحیم شریفی (۱۴ اردیبهشت ۱۳۰۵ لطف آباد درگز –۱۴۰۰

) از اعضای حزب ایران و فعالان جبهه ملی ایران و از یاران شاپور بختیار بود.

## زندگی‌نامه
او در لطف‌آباد (درگز) زاده شد.
پس از پایان تحصیلات ابتدایی به مشهد آمده و در هنرستان صنعتی مشغول به تحصیل شد. مدیر این هنرستان که یک آلمانی بود را کارگزاران شوروی دستگیر می‌کنند و هنرستان تعطیل می‌شود.
سپس وی به تحصیل در آموزشکده عالی بهداشت می‌پردازد اما بخاطر زندان و تبعید تحصیلاتش را نیمه تمام می‌گذارد. بعدها دیپلم و لیسانس مدیریت بازرگانی می‌گیرد.
وی در سال ۱۳۲۳ به عضویت حزب میهن در درگز محمدآباد درآمد و به گفتهٔ خودش این حزب سالها بعد در حزب ایران ادغام شد و او دبیر حزب ایران در مشهد و درگز بود.
در سال ۱۳۳۱ به تهران آمد و به عضویت کمیته مرکزی حزب ایران درآمد. مدیریت روزنامه جبهه آزادی را بر عهده داشت که سردبیری آن با ابوالفضل قاسمی بود.
در هفت روز مانده تا نخست‌وزیری بختیار در خانهٔ بختیار بود و در طی ۳۷ روز دولت بختیار در اتاقی در کنار او بهمراه سرهنگ ضرغام بود.
پس ازانقلاب و خروج از کشور از هیئت مؤسسین نهضت مقاومت ملی و مسول تشکیلاتی آن بود و با همکاری میرفندرسکی حسین ملک و عزت رستگار مسول هیئت اجرایی تشکیلات بودند.
سپس وی به سمت دبیری شورای عالی رسید و تا درگذشت بختیار در این سمت باقی ماند.
از سال ۱۳۶۴ با رستگار و ملک نشریه ای به نام سهند  منتشر کرد که شاپور بختیار برای هر شماره آن تا ۱۰هزار فرانک کمک می‌کرد و پس از شماره هشت و کم شدن کمک‌های مالی بختیار بصورت مستقل درآمد.

## تالیفات
او نویسندهٔ دو کتاب است.
- سی سال در گذر تاریخ[۱۰]
- یادمانده‌های رحیم شریفی از شهریور ۱۳۵۹ تا پایان سال ۱۳۶۰[۱۱]